# Narrativ
Den narrative teksttype er en tekst med handling. Den bliver ofte brugt til at fortælle historier eller underholde. Denne teksttype er ofte subjektiv, da den ofte giver udtryk for personers holdning og følelser. En narrativ tekst kan både være opdigtet og ægte. Den indeholder også altid agenskobling og tidsadverbier som f.eks. hun gør, så gør han og da, i morgen, så.
Komponenter som findes i en narrativ tekst er: orientering, problem, løsning og afslutning.